# Anhydride propylphosphonique
L'anhydride propylphosphonique (PPAA, T3P) est un anhydride de l'acide propylphosphonique. Il se présente sous la forme d'un trimère cyclique avec un noyau phosphore–oxygène sur lequel des atomes d'oxygène et des groupes propyle sont liés aux atomes de phosphore. C'est un réactif couramment utilisé en synthèse peptidique, lors de laquelle il active l'acide carboxylique pour lui permettre de réagir avec des amines et former des liaisons peptidiques. Il est disponible dans le commerce en solution dans le diméthylformamide (DMF) et l'acétate d'éthyle, ce qui donne des mélanges légèrement colorés en jaune.